# Legge Duruy
Nell'ordinamento francese, la legge del 10 aprile 1867 sull'istruzione primaria, nota come legge Duruy (dal nome del Ministro dell'Istruzione pubblica Victor Duruy), è una delle principali leggi francesi sull'istruzione e una delle principali leggi del Secondo Impero. Insieme al Decreto reale del 29 febbraio 1816, alle leggi Guizot (1833), Falloux (1850) e Ferry (1881 e 1882), è stata una delle leggi che portarono all'introduzione della scolarizzazione di massa in Francia. In particolare, condusse allo sviluppo dell'istruzione primaria femminile, alla fine dell'abbandono scolastico e all'istruzione gratuita.
La legge obbligava i comuni con più di 500 abitanti a istituire una scuola pubblica maschile; rendeva obbligatorio lo studio della storia e della geografia; istituiva una cassa comune per premiare gli alunni più meritevoli e più poveri; aumentava il controllo statale degli ispettori e delle procedure disciplinari sugli istituti privati; determinava le retribuzioni del personale docente; rafforzava i controlli contro le scuole miste.

## Genesi
Quando Victor Duruy divenne ministro dell'Istruzione pubblica il 23 giugno 1863, egli affermò immediatamente il suo obiettivo di promuovere lo sviluppo dell'istruzione primaria e nel marzo 1864 commissionò un'importante indagine statistica sul fenomeno.
Nell'ottobre 1864, l'ufficio del Ministro predispose un primo progetto di legge, che proponeva il principio dell'istruzione obbligatoria e completamente gratuita. L'imperatore Napoleone III lo approvò alla fine di dicembre, mentre il Consiglio dei Ministri del gennaio 1865, guidato da Eugène Rouher, lo respinse completamente.
Per aggirare questo blocco, Victor Duruy fece pubblicare il suo rapporto all'imperatore su Le Moniteur universel e fece appello all'opinione pubblica. Questa azione fu vista come un vero e proprio "colpo mediatico" che provocò una violenta campagna stampa. Duruy, pubblicamente ripudiato dai suoi colleghi, minacciò di dimettersi, ma di fronte all'insistenza dell'imperatore accettò di presentare un progetto annacquato.
Il nuovo progetto di legge fu discusso aspramente dal Consiglio di Stato dal 5 al 12 maggio 1865, quindi sottoposto ai Corpi legislativi il 24 maggio. Il 21 giugno la commissione, presieduta dal deputato Hippolyte Chauchard, presentò una relazione favorevole. Tuttavia, a causa dei vincoli del calendario parlamentare, il suo esame dovette slittare alla sessione del 1867: i dibattiti iniziarono il 1º marzo e, dopo un voto quasi unanime (solo un deputato, il barone Vincent, votò contro), la legge fu promulgata il 10 aprile 1867.

## Contenuto
La legge contiene 22 articoli che riguardano vari aspetti dell'istruzione scolastica.
| Articolo(i) | Oggetto                                                  | Contenuto |
| ----------- | -------------------------------------------------------- | --- |
| 1 e 2       | Nome delle scuole primarie                               | Estensione delle disposizioni della Legge Falloux del 1850. Tutti i comuni con più di 500 abitanti erano tenuti a istituire e mantenere una scuola femminile, e non solo quelli con più di 800 abitanti.                                                             |
| da 3 a 7    | Personale docente                                        | Revisione dello salario degli insegnanti di scuola primaria (fissazione di una soglia minima per la loro retribuzione, cfr. art. 4). Obbligo di fornire alloggi per la funzione pubblica esercitata.                                                                 |
| 8 e 9       | Gratuità opzionale delle scuole primarie                 | I comuni che desiderassero finanziare la scuola gratuita potevano farlo creando una «Tassa straordinaria» di quattro centesimi (rispetto ai 3 centesimi previsti dalla legge Falloux). I consigli generali e il governo centrale avevano facoltà di erogare sussidi. |
| da 10 a 14  | Personale docente                                        | Dettagli sugli stipendi del personale. |
| 15          | Creazione della cassa comune (Caisse des écoles)         | Le scuole potevano premiare gli alunni più assidui e meritevoli e sovvenzionare i più poveri. L'obiettivo è incoraggiare la frequenza scolastica, se non renderla obbligatoria.                                                                                      |
| 16          | Insegnamento obbligatorio della storia e della geografia | La storia e la geografia non sono più materie facoltative. Devono contribuire alla formazione dei cittadini. |
| 18 e 19     | Scuole e libri privati                                   | Aumento del controllo statale su questi istituti, grazie all'estensione delle prerogative del corpo ispettivo e delle procedure disciplinari del Ministero. |
| 20          | Divieto delle scuole miste                               | Rafforzamento delle procedure disciplinari contro le scuole miste. |
| 21          | Asili                                                    | Promuovere gli asili proteggendoli dalla concorrenza delle scuole elementari. Gli alunni di età inferiore ai sei anni non possono essere ammessi a una scuola primaria.                                                                                              |
| 22          | Abrogazioni                                              | Sono abrogate tutte le disposizioni precedenti in contrasto con la presente legge. |

È degno di nota il fatto che gli articoli 8 e 9 del progetto iniziale avevano creato un grosso blocco all'interno del Consiglio dei Ministri e una forte opposizione nell'opinione pubblica. Victor Duruy voleva introdurre l'istruzione gratuita per tutte le scuole elementari comunali; questa era una vecchia richiesta dei sostenitori dell'istruzione per tutti (in particolare, ma non solo, dei repubblicani). Ciò avrebbe eliminato i vincoli finanziari che impedivano a molte famiglie povere di mandare i propri figli a scuola.

## Effetti
Le cifre ufficiali prodotte dallo Stato dopo l'approvazione della legge sono state messe in discussione da diversi ricercatori a causa degli errori di compilazione. Questi numeri ebbero come conseguenza una sottovalutazione dell'impatto della Legge Duruy.
I calcoli dello storico Jean-Noël Luc mostrano un aumento significativo del numero di scuole e di alunni nel decennio successivo all'approvazione della legge. Le proporzioni sono le seguenti: un aumento del 7,4% del numero di scuole elementari (compreso un aumento dell'8,7% del numero di scuole femminili) e un aumento del 15,2% del numero di alunni, di cui il 12,9% maschi e il 17,5% femmine.